# منجي حامدي
منجي حامدي أو منجي حامد، ولد في 23 أبريل 1959 في سيدي بوزيد. هو سياسي تونسي. شغل منصب وزير الخارجية التونسي في حكومة المهدي جمعة، وشغل منصب ممثل الأمم المتحدة في مالي بين 2015 و2016.

## السيرة الذاتية

### التكوين
في 1982، تحصل على شهادة دولة في الهندسة من قبل المدرسة الوطنية للمهندسين بتونس. بعد التحصل على ماجستير من قبل جامعة كاليفورنيا الجنوبية، تحصل في 1988 على دكتوراه هندسة. بعد ذلك في 1996، تحصل على شهادة في سياسة الاقتصاد الكلي من جامعة هارفارد.

### المسيرة في الأمم المتحدة
من 1988 إلى 1998، تقلد المنجي الحامدي عدة مناصب لدى الأمانة العامة لهيئة الأمم المتحدة في نيويورك، خاصة فيما يتعلق بالشؤون الاقتصادية والاجتماعية.

بين 2001 و2013، ترأس الحامدي وقاد اللجنة المعنية بتسخير العلم والتكنولوجيا لأغراض التنمية في جنيف، وهي هيئة تابعة للأمم المتحدة، مكلفة بتقديم استشارات لكل من الجمعية العامة للأمم المتحدة والمجلس الاقتصادي والاجتماعي للأمم المتحدة فيما يتعلق بمواضيع التكنولوجيا والاختراع والتنمية.

في 2012، عين رئيس مكتب أمين عام مؤتمر الأمم المتحدة للتجارة والتنمية، ثم مدير التخطيط والتنسيق الاستراتيجي في مكتب أمين عام نفس المؤتمر.

أثناء سنواته في الأمم المتحدة، طلب من الحامدي بنشر والإشراف والمشاركة في عدة تقارير للأمم المتحدة، إلى جانب عدة أسئلة اقتصادية وتنموية.

في 12 ديسمبر 2014، عين كرئيس بعثة الأمم المتحدة المتكاملة المتعددة الأبعاد لتحقيق الاستقرار في مالي، وخلف بذلك الهولندي بيرت كويندرز. بدأ مهامه رسميا في 22 يناير 2015، وذلك حتى 14 يناير 2016.

### وزير الشؤون الخارجية
في 29 يناير 2014، عين الحامدي وزيرا للشؤون الخارجية في حكومة مهدي جمعة، وذلك حتى 6 فبراير 2015.

## الحياة الخاصة
الحامدي متزوج وله ثلاثة أبناء.